# Zhang Xun
Zhang Xun (張勳, 16 septembre 1854 - 11 septembre 1923), est un général chinois loyal aux Qing, architecte de la restauration temporaire de l'empereur déposé Puyi en juillet 1917.

## Biographie
Il est commandant de l'escorte de l'impératrice Cixi durant la révolte des Boxeurs de 1899-1901, puis lutte contre les révolutionnaires à Nankin lors de la révolution chinoise de 1911. Toutefois, lorsque la République de Chine est proclamée en 1912, il soutient Yuan Shikai  (un général anciennement loyal aux Qing, élu à contrecœur) pendant la présidence de celui-ci. Zhang réussit à prendre Nankin, qui était tombé aux mains du Kuomintang en 1913, et bien que ses troupes aient sauvagement pillé la ville, Yuan le nomme maréchal de camp.
Cependant, après la mort de Yuan qui avait débuté un processus de ré-impérialisation en 1916, Zhang retourne à ses projets de restauration de l'Empire et, le 1er juillet 1917, il entre à Pékin aux côtés de Kang Youwei et remet Puyi sur le trône lors de la restauration mandchoue de 1917. Il est nommé Premier ministre par le nouvel empereur, mais la restauration n'est pas acceptée dans le reste de la Chine. Dès le 12 juillet, la restauration est étouffée par une coalition des principaux seigneurs de la guerre de Chine du Nord. Zhang trouve refuge à la légation des Pays-Bas et se retire de la vie politique.